# Peter Naessens
Peter Naessens (Roeselare, 19 mei 1967), is een Belgisch voormalig wielrenner, actief als beroepsrenner van 1990 tot 1996. Naessens staat vooral gekend als een verdienstelijk renner in de kermiskoersen. Zo won hij onder meer Kortemark Koerse in 1991, 1993 en 1994. Met drie overwinningen is hij in Kortemark, samen met Arthur Mommerency, mederecordhouder.

## Belangrijkste overwinningen
1991
- Kortemark Koerse
- Herfstcriterium Oostrozebeke

1992
- etappe in de Ronde van Beieren

1993
- etappe in de Ronde van de Kaap
- Kortemark Koerse

1994
- Kortemark Koerse